# Vipsania (geslacht)
Vipsania is een geslacht van vlinders van de familie slakrupsvlinders (Limacodidae).

## Soorten
- V. anticlea Druce, 1887
- V. bicolor Hering & Hopp, 1927
- V. cacagamella Dyar, 1910
- V. melanois (Dyar, 1912)
- V. rosabella Dyar, 1910
- V. schevi (Schaus, 1920)
- V. schultzei Hering & Hopp, 1927
- V. unicolor Dyar, 1906
- V. unicolora (Bethune-Baker, 1911)